# Episodi di 9-1-1: Lone Star (seconda stagione)
La seconda stagione della serie televisiva 9-1-1: Lone Star, composta da 14 episodi, è trasmessa in prima visione assoluta negli Stati Uniti d'America da Fox dal 18 gennaio al 24 maggio 2021.
In Italia è trasmessa in prima visione da Fox, canale a pagamento della piattaforma satellitare Sky, dal 16 febbraio al 14 giugno 2021. In chiaro, è stata trasmessa in prima visione su Rai 2 dal 19 giugno all'8 agosto 2022.
| nº | Titolo originale              | Titolo italiano              | Prima TV USA     | Prima TV Italia  |
| -- | ----------------------------- | ---------------------------- | ---------------- | ---------------- |
| 1  | Back in the Saddle            | Di nuovo in sella            | 18 gennaio 2021  | 16 febbraio 2021 |
| 2  | 2100°                         | Il vulcano                   | 25 gennaio 2021  | 23 febbraio 2021 |
| 3  | Hold the Line                 | In prima linea               | 1º febbraio 2021 | 2 marzo 2021     |
| 4  | Friends with Benefits         | Amici di letto               | 8 febbraio 2021  | 9 marzo 2021     |
| 5  | Difficult Conversations       | Discorsi difficili           | 15 febbraio 2021 | 16 marzo 2021    |
| 6  | Everyone and Their Brother    | Tutti i fratelli del mondo   | 22 febbraio 2021 | 23 marzo 2021    |
| 7  | Displaced                     | Sfollati                     | 1º marzo 2021    | 30 marzo 2021    |
| 8  | Bad Call                      | Scelta sbagliata             | 8 marzo 2021     | 6 aprile 2021    |
| 9  | Saving Grace                  | Salvando Grace               | 19 aprile 2021   | 10 maggio 2021   |
| 10 | A Little Help from My Friends | Lasciati aiutare dagli amici | 26 aprile 2021   | 17 maggio 2021   |
| 11 | Slow Burn                     | Combustione lenta            | 3 maggio 2021    | 24 maggio 2021   |
| 12 | The Big Heat                  | Il grande caldo              | 10 maggio 2021   | 31 maggio 2021   |
| 13 | One Day                       | Un giorno                    | 17 maggio 2021   | 7 giugno 2021    |
| 14 | Dust to Dust                  | Polvere alla polvere         | 24 maggio 2021   | 14 giugno 2021   |

## Di nuovo in sella
- Titolo originale: Back in the Saddle
- Diretto da: Bradley Buecker
- Scritto da: Tim Minear e Rashad Raisani

### Trama
La squadra antincendio 126 interviene in seguito a incidenti che coinvolgono un carro armato militare fuori controllo nel centro di Austin e una serie di incidenti a un roller derby. In questo periodo, Tommy Vega si unisce alla squadra come nuovo capitano dei paramedici, in seguito alla decisione di Michelle di lavorare con pazienti affetti da schizofrenia. Owen si ricongiunge con la sua ex moglie e madre di TK, Gwyneth, e riceve un aggiornamento sulla sua diagnosi di cancro.
Durante un'operazione di salvataggio su uno degli impianti della linea telefonica Owen e Tommy rischiano di essere infilzati da un arciere.
- Ascolti Italia (in chiaro): telespettatori 833 000 – share 5,20%[2]

## Il vulcano
- Titolo originale: 2100°
- Diretto da: Bradley Buecker
- Scritto da: Molly Green e James Leffler

### Trama
Dopo che un'eruzione vulcanica ha seminato il caos ad Austin, i membri della squadra 126 dovranno occuparsi di vari incidenti occorsi durante una gita di una famiglia al minigolf e di una donna intrappolata da un'orda di scorpioni nel suo food truck.
Tim, della squadra dei paramedici riceve un rimprovero da Tommy per aver fatto una promessa a un bambino. Durante una festa in piscina tenuta da alcuni ragazzi del college la squadra subirà una grave perdita a causa dell'eruzione di alcuni detriti, nella quale Tim morirà . La cosa colpisce duramente la 126, specialmente Tommy.
- Ascolti Italia (in chiaro): telespettatori 728 000 – share 4,50%[3]

## In prima linea
- Titolo originale: Hold the Line
- Diretto da: Bradley Buecker
- Scritto da: Jessica Ball e John Owen Lowe

### Trama
Mentre un incendio si diffonde in tutto il Texas, Evan "Buck" Buckley, Henrietta "Hen" Wilson ed Eddie Diaz della caserma 118 di Los Angeles arrivano ad Austin per aiutare il capitano Strand e la caserma 126. Mentre le due squadre si occupano di salvare un gruppo di adolescenti intrappolati dal fuoco in un campeggio, di limitare l'avanzamento delle fiamme e rintracciare uno dei ragazzi divisosi dal gruppo, Owen e Hen combattono per le loro vite a seguito di un incidente in elicottero.
Anche se gli ordini sono di attendere T.K. e Buck, che nel frattempo hanno stretto amicizia, si prodigano per andare a salvare Owen e Hen contravvenendo agli ordini, e gli altri membri delle due squadre si uniscono a loro. Intanto Owen e Hen si confidano i loro rimpianti portandoli a venire a patti con loro stessi.
- Ascolti Italia (in chiaro): telespettatori 922 000 – share 6,20%[4]

## Amici di letto
- Titolo originale: Friends with Benefits
- Diretto da: Sanaa Hamri
- Scritto da: Carly Soteras e Jalysa Conway

### Trama
Il 126 è sulla scena di un matrimonio che cade a pezzi, mentre Grace aiuta una dominatrice e il suo schiavo coinvolti in una situazione scioccante. Nel frattempo, Owen e Gwyneth lottano per etichettare la loro nuova relazione e mentre ne discutono Gwyneth confessa a Owen di essere incinta.
Intanto un uomo del passato di Marjan rientra nella sua vita. La ragazza lo presenta come il suo fidanzato: Salim. I due sono fidanzati fin da bambini ma Salim con grande sorpresa di Marjan afferma che non può stare con una persona che non ricambia il suo sentimento e anche se Marjan capisce troppo tardi di amarlo i due decidono che è meglio lasciarsi.
T.K. conosce per caso i genitori di Carlos, il cui padre è un Texas Ranger, ma quest'ultimo non lo presenta come il suo fidanzato e ciò lo fa arrabbiare; ma dopo averne parlato capisce che Carlos nonostante avesse fatto coming out con i suoi anni fa questi non ne hanno mai parlato e questo fa capire a T.K. che la cosa lo avesse ferito e gli promette che gli resterà vicino.
- Ascolti Italia (in chiaro): telespettatori 880 000 – share 5,60%[5]

## Discorsi difficili
- Titolo originale: Difficult Conversations
- Diretto da: Sanaa Hamri
- Scritto da: Wolfe Coleman

### Trama
Grace e Carlos devono aiutare una donna vittima di abuso domestico e con uno stratagemma riescono a salvarla, la squadra 126 si dovrà occupare di un terribile incidente autostradale, in cui un padre e una figlia rischiano la vita.
Nel frattempo, Owen e Gwyneth affrontano una decisione difficile riguardante la gravidanza: i due vogliono avere il bambino. Judd finisce per incappare in una situazione difficile quando scopre suo suocero a letto con un'altra donna e non sa come dirlo a Grace ma quest'ultima ripensando a come si era comportato finisce per scoprirlo ma non ha il coraggio di raccontalo a sua madre per paura di farla soffrire.
Intanto Mateo si fa un tatuaggio sulla spalla con la scritta "Angelo Custode", T.K. e Paul si accorgono subito che la scritta dice "Angolo Custode" ma non hanno il coraggio di dirglielo, solo Marjan affronta l'argomento e quando gliene parla Mateo si pente del suo nuovo tatuaggio ma Marjan riesce a trovare un sistema per aggiustarlo.
- Ascolti Italia (in chiaro): telespettatori 855 000 – share 6,10%[6]

## Tutti i fratelli del mondo
- Titolo originale: Everyone and Their Brother
- Diretto da: Marcus Stokes
- Scritto da: Molly Green e James Leffler

### Trama
Grace riceve una chiamata di emergenza da un gemello siamese, il cui fratello sta morendo e grazie ai suoi consigli il gemello riesce a salvare la vita al fratello. Intanto Tommy intervista i nuovi candidati per occupare la posizione EMT aperta della squadra, ma nessuno dei primi tre candidati sembra corrispondere al profilo del collega che cercano, fino al candidato numero quattro. Infatti il candidato sembra superare le aspettative, specialmente quando salva una donna intuendo l'avvelenamento da cianuro. Quando due fratelli rimangono intrappolati in un campo minato fatto in casa, la 126 viene chiamata per soccorrerli. Tommy chiede al nuovo paramedico di assistere il capitano Owen nel salvataggio, ma quest'ultimo si rifiuta deludendo Tommy. Solo l'intervento di T.K. che era paramedico a New York, aiuta i due ragazzi a uscire vivi dal campo. Nel frattempo la madre e la sorella di Paul gli fanno una visita inaspettata; Paul e sua sorella non si parlano da tanto anche a causa del fatto che lei non ha mai accettato il cambio di sesso del fratello. Solo quando viene a sapere che il viaggio che le due stanno facendo fino in Sud America non è per la madre, ma per la sorella e che è malata di sclerosi multipla, i due hanno finalmente modo di chiarirsi e riappacificarsi.
Nel frattempo T.K., che inizia a provare gelosia per l'arrivo del "piccolo di casa", presenta la candidatura per la posizione EMT e Owen afferma di sostenere la sua decisione. Infine i due vanno insieme a Gwyneth dal ginecologo per vedere l'ecografia del bambino e scoprono con gioia che è un maschietto.
- Ascolti Italia (in chiaro): telespettatori 893 000 – share 5,80%[7]

## Sfollati
- Titolo originale: Displaced
- Diretto da: Paula Hunziker
- Scritto da: Jessica Ball

### Trama
La squadra 126 deve occuparsi di un'emergenza legata a un cadavere che precipita da un aereo su una bara e un'altra in cui un infermiere rimane accidentalmente incastrato tra una barella e una macchina per la risonanza magnetica. Tommy inizia a sentirsi esclusa quando suo marito prende il completo controllo sulle loro figlie, in particolare durante l'esame di cintura nera della figlia dove quest'ultima non volendo deludere la madre preferisce che lei non sia presente. La cosa ferisce Tommy, ma alla fine tutto si risolve nel migliore dei modi. Inoltre, T.K. inizia il suo nuovo lavoro da paramedico, pestando un po' i piedi alla squadra su come ad esempio cambiare il sistema di organizzazione dell'ambulanza. Nancy, che non ha ancora superato la morte di Tim, glielo fa notare; parlando con Carlos, T.K. capisce che la sua squadra e quella dei paramedici non hanno mai fraternizzato davvero, così aiutato dai suoi amici decide di fare una cosa sia per Nancy sia per onorare la memoria del loro compagno perduto: scrivono sull'ambulanza "In memoria di Timothy M. Rosewater 1-25-2021", gesto che commuove profondamente Nancy facendogli accettare T.K. come membro ufficiale del team.
Nel frattempo, Owen e Gwyneth ricominciano a comportarsi come prima del divorzio quando si tratta di mantenere le distanze, nel momento in cui Gwyneth si trasferisce da Owen. Owen ne discute con Judd e capisce che non importa se alcune cose materiali cambieranno, essere ritornato con Gwyn è la cosa migliore che sia capitata. Purtroppo quando Gwyn torna dal ginecologo lo informa che il bambino potrebbe non essere suo, ma di Enzo, il suo ex compagno, con il quale è stata una volta. La cosa spezza il cuore a Owen, ma mentre lui è disposto ad accettare la cosa, Gwyn non la pensa così e decide che i due devono prendersi degli spazi.
- Ascolti Italia (in chiaro): telespettatori 961 000 – share 6,60%[8]

## Scelta sbagliata
- Titolo originale: Bad Call
- Diretto da: Bradley Buecker
- Scritto da: Tonya Kong

### Trama
T.K. celebra il suo primo anniversario di sobrietà, mentre Owen e Gwyneth potrebbero non arrivare alla fine della settimana come coppia, soprattutto quando T.K. vede sua madre preparare a trasferirsi e viene a sapere la verità sul bambino.
Durante una rapina in banca un uomo che ha addosso una bomba viene lasciato andare da Carlos, perché convinto che egli sia solo una pedina dei veri rapinatori. Questo suo gesto gli costa una sospensione e inoltre si ritrova a collaborare con suo padre Texas Ranger e questo non fa che alimentare tensione, quando durante un incendio in un appartamento la 126 scopre i materiali per creare bombe "fai da te".
La chiamata per una donna incinta persa in un parcheggio mobilita la squadra di Vega. Purtroppo la chiamata si rivela una trappola di uno dei due rapinatori e della stessa donna, che non potendo andare in ospedale hanno chiamato il 911 per far curare il secondo rapinatore rimasto ferito nell'esplosione dell'appartamento. Tommy e la sua squadra non potendo curarlo nel parcheggio lo portano al ristorante chiuso del marito di Tommy e anche se riescono a stabilizzarlo la situazione degenera quando il ferito spara al complice. Per fortuna grazie all'istinto di Carlos, preoccupato per l'assenza di T.K., e al ragionamento di Owen che sospetta che ci possa essere un collegamento con il caso a cui lavora il padre di Carlos, i due riescono ad arrivare in tempo per far arrestare i rapinatori e salvare i loro cari.
Questo caso ha fatto riavvicinare Carlos a suo padre che si aspetta di essere presentato al fidanzato del figlio al prossimo incontro, facendo capire che l'uomo aveva accettato l'omosessualità del figlio, rendendo felice Carlos.
- Ascolti Italia (in chiaro): telespettatori 932 000 – share 6,30%[9]

## Salvando Grace
- Titolo originale: Saving Grace
- Diretto da: Sharat Raju
- Scritto da: Tonya Kong e Wolfe Coleman

### Trama
Grace e Judd, in procinto di raggiungere il padre di Judd per il suo compleanno, finiscono fuori strada e cadono nel fiume con l'auto. I due lottano per la loro vita. Nel frattempo, vengono mostrati vari flashback della vita di Judd, tra cui una tragedia avvenuta durante la sua adolescenza: lui e un suo amico Cal appena dodicenni presero l'auto di suo padre e purtroppo finirono per avere un incidente dove il suo amico perse la vita. Anni dopo la tragedia Judd sì è arruolato nei vigili del fuoco e lavora alla caserma 126 insieme a Tommy Vega, allora capitano dei paramedici. Durante uno dei suoi turni la loro squadra riceve una chiamata d'emergenza in una vecchia casa dove una donna anziana ha subito una frattura, ma quando sta per aiutarla la donna rifiuta il suo aiuto. Inizialmente Judd non capisce, ma dopo aver visto le foto in casa della donna tutto gli è chiaro: lei è la madre del suo amico Cal, morto nell'incidente, che non lo ha mai perdonato.
Judd devastato dal ricordo inizialmente cerca di schiantarsi con l'auto per "fare ammenda", ma si ferma e chiama il Servizio Telefonico di Preghiera. La persona che rispose alla chiamata era Grace e dopo averci parlato inizia a chiamarla ogni volta per farle sapere che grazie a lei e al coraggio che gli ha dato per sistemare le cose la madre di Cal lo ha perdonato, ma soprattutto per sentire la sua voce.
Una sera Judd chiama e chiede di Grace, ma apprende che la ragazza ha lasciato il volontariato al Servizio Telefonico di Preghiera. Però con grande sorpresa i due si incontrano di persona la stessa sera nello stesso locale. I due iniziano a frequentarsi, Judd la presenta a Tommy e a suo marito che li informano dell'imminente gravidanza di Tommy e Judd dopo solo due mesi in cui frequenta Grace capisce che è davvero innamorato di lei e vorrebbe andare a Georgetown con lei per starle vicino. Tuttavia suo padre ritenendo che Judd sarebbe una distrazione per l'imminente futuro di Grace lo esorta a lasciarla e anche se gli fa male decide per il suo bene di lasciarla, cosa che ferisce Grace. La sua decisione si ripercuote sul lavoro, facendolo litigare con un tipo che aveva parcheggiato davanti a un idrante durante un incendio, portandolo a farlo arrestare. Suo padre lo rimprovera ricordandogli che le sue azioni si ripercuotono sulla squadra. Dopo quel fatto Judd e Grace si rincontrano in ospedale il giorno in cui Tommy partorisce. Dopo essersi chiariti si riappacificano e vanno ad accogliere le due figlie gemelle di Tommy.
Judd si risveglia in ospedale dove apprende dai suoi amici che Grace è viva, ma è attualmente in coma a causa dell'incidente. Quando Judd apprende che il responsabile del loro incidente è ricoverato nel suo stesso ospedale, ma le sue ferite sono superficiali rispetto a quelle di Grace, Judd preso dal rancore cerca di fargliela pagare, ma il padre di Grace lo ferma in tempo informandolo che Grace si è svegliata e ha chiesto di lui. La notizia rincuora Judd. Dopo essersi riunito a sua moglie, i due vengono informati dalla dottoressa che Grace è incinta.
- Ascolti Italia (in chiaro): telespettatori 876 000 – share 6,30%[10]

## Lasciati aiutare dagli amici
- Titolo Originale: A Little Help from My Friends
- Diretto da: Marita Grabiak
- Scritto da: Jalysa Conway

### Trama
La 126 risponde a un sanguinoso disastro in una gelateria quando una ragazza si ritrova con il braccio intrappolato nella macchina del frozen yogurt. La scena viene ripresa da dei ragazzi che si divertono ad assistere alla scena senza sapere che Marjan li sta filmando a sua volta screditandoli su Instagram.
Mateo è alla ricerca di un appartamento in cui alloggiare dal momento che il suo è letteralmente saltato in aria a causa di una fuga di gas provocata dai suoi vecchi coinquilini, ma non volendo farlo sapere perché ritiene la cosa imbarazzante, dorme nella palestra della caserma. Quando Owen lo scopre si offre di ospitarlo, dal momento che T.K. si è trasferito a casa di Carlos, ma la convivenza con il capitano è peggio di quanto Meteo si aspettasse.
Owen è ancora distrutto per com'è finita tra lui e Gwyneth, ma invece di affrontare la cosa si tiene tutto dentro, anche se la sua depressione aiuta a salvare un ragazzino scomparso dalla sua festa di compleanno, perché a causa delle norme anti-covid non è venuto nessuno.
Nel frattempo, la squadra tiene un "intervento" per Owen dopo che completamente ubriaco ha accidentalmente rivelato i suoi segreti a Mateo, come il fatto che stia male per com'è finita con Gwyneth, ma soprattutto di aver rimandato l'operazione per la rimozione del tumore. L'aiuto in qualche modo sembra convincere Owen ad andare avanti.
Inoltre Grace dopo l'incidente impara a fare affidamento sugli altri, dopo essere rimasta sei ore bloccata in auto mentre era al supermercato.
- Ascolti Italia (in chiaro): telespettatori 874 000 – share 5,80%[11]

## Combustione lenta
- Titolo originale: Slow Burn
- Diretto da: Chad Lowe
- Scritto da: John Owen Lowe

### Trama
L'episodio si apre con una scena in cui Owen viene arrestato dai Texas Ranger con l'accusa di essere il piromane seriale che stanno cercando.
Subito dopo, però, si torna ad alcune settimane prima in cui, dopo essere stato costretto a prendersi un mese di pausa dal lavoro per riprendersi dall'intervento, Owen si ritrova completamente spaesato. Non essendo abituato a restare fermo, anche se T.K. e la squadra cercano di tirarlo su di morale, la situazione per lui si fa pesante fino a quando non va a trovare il suo vecchio amico/rivale Billy che gli confida che da quando non può più andare sul campo (dopo che gli è stato nuovamente diagnosticato un tumore) l'unica cosa che gli dà una scarica di adrenalina è un'app su cui ascolta le chiamate di emergenza della polizia. Ispirato da ciò, Owen scarica la stessa app e inizia a sentirsi "meglio". Una sera mentre sta facendo una passeggiata sente una chiamata su un magazzino tessile in fiamme e senza pensarci due volte va sul luogo dell'incendio dove vede una figura incappucciata allontanarsi, ma invece di inseguirla si precipita dentro la struttura per salvare due inservienti rimasti bloccati all'interno della struttura in fiamme. Owen li porta in salvo e poco dopo accorrono i suoi amici della 126 che domano l'incendio.
Dopo l'incendio Owen fornisce la sua deposizione, ma sembra che nessuno dei suoi amici sia propenso a credergli; anzi temono che dopo aver iniziato ad ascoltare le chiamate dell'app abbia perso la testa. Tuttavia Owen è convinto che l'incendio sia doloso e facendo degli esperimenti e delle ricerche è convinto che le strutture bruciate siano opera di un piromane seriale. Ne parla anche con Billy a cui chiede di aiutarlo a trovare le prove, ma quest'ultimo, temendo di perdere l'assistenza sanitaria, si rifiuta di farsi coinvolgere.
Marjan affronta le conseguenze della perdita di qualcuno sul lavoro. Marjan e Paul stanno cercando di estrarre una coppia bloccata all'interno del loro pick-up, il quale si trova sospeso da un ponte. Purtroppo, dopo essere riusciti ad estrarre la ragazza, il cavo a cui il pick-up era appeso si spezza e il ragazzo muore. Subito dopo, Marjan viene incolpata sui social media dalla ragazza sopravvissuta della morte del suo fidanzato, che l'accusa di preoccuparsi più dei like sui social network piuttosto che di salvare le vite delle persone. Questo ferisce profondamente Marjan che inizia a mettere in dubbio la sua sicurezza, ma fortunatamente Paul le sta vicino e l'aiuta quando quest'ultima, andata a casa della ragazza per scusarsi, deve invece salvarla, poiché lei ha tentato il suicidio. Dopo averla salvata Marjan chiede che non venga postato nulla sull'accaduto e il suo nome non venga citato nel rapporto.
Nel frattempo, T.K. e Carlos portano la loro relazione al livello successivo invitando i genitori di Carlos a cena e aspettano anche l'arrivo di Owen, ma invece di raggiungerli Owen torna sul luogo dell'incendio per verificare la sua teoria sul piromane seriale, ma qualcuno gli si avvicina alle spalle e lo tramortisce. Quando si riprende il magazzino è avvolto dalle fiamme, ma riesce a intravedere la sagoma di quello che potrebbe essere il colpevole.
- Ascolti Italia (in chiaro): telespettatori 1 167 000 – share 8,60%[12]

## Il grande caldo
- Titolo originale: The Big Heat
- Diretto da: Ben Hernandez Bray
- Scritto da: Carly Soteras

### Trama
Owen dopo essere stato tramortito si risveglia a casa di Billy, che lo ha seguito temendo che fosse nei guai portandolo fuori dal magazzino in fiamme. Quello che è successo non fa desistere Owen dal cercare di scoprire chi sia il vero artefice degli incendi, tanto che vorrebbe andare alla polizia per fare rapporto, ma Billy lo persuade perché se si sapesse che ha violato una proprietà privata verrebbe ritenuto colpevole. Subito dopo, Owen raggiunge T.K. a casa di Carlos dove stanno cenando con i suoi genitori. Nel corso della serata Gabriel, il padre di Carlos, sostiene la teoria secondo la quale gli incendi avvenuti recentemente sono di natura dolosa, proprio come sostiene Owen, ma anche che il colpevole potrebbe essere un vigile del fuoco. Preoccupato di questo Owen si confida con Judd affermando che il colpevole potrebbe essere Billy, dal momento che corrisponde al profilo, ma non volendo accusare nessuno decide di non dire nulla. Tuttavia, Billy si incontra con l'investigatore che si sta occupando del caso degli incendi dolosi e gli confida che probabilmente il piromane è il capitano Strand, così Owen diventa il principale sospettato del caso e viene arrestato.
La polizia fa irruzione a casa di Owen e mette a soqquadro tutto. Mateo riferisce la cosa ai ragazzi della 126 e subito dopo T.K. viene informato da Carlos che suo padre è stato arrestato con il sospetto di essere il piromane. Questo ferisce profondamente T.K. che rimane deluso dal modo in cui il suo fidanzato sta vedendo la cosa e non volendolo vedere torna a casa di suo padre. Judd saputo che è stato Billy a denunciare Owen, deluso dal suo comportamento e convinto che il vero piromanie sia lui, dopo avergli dato un pugno gli comunica che la loro amicizia è finita.
Alla centrale, Gabriel mostra a Owen le foto raffiguranti le prove trovate a casa sua e lo informa che nel primo incendio doloso applicato è morta una persona e perciò oltre all'accusa di incendio doloso si aggiunge quella di omicidio. L'investigatore incendiario Raymond incontra Owen di nascosto, spegnendo microfono e telecamere, e gli chiede informazioni alle spalle del padre di Carlos, ma viene interrotto prima che Owen dica qualcosa. Gabriel informa Owen del fatto che è stato trovato un testimone che è rimasto ferito nell'incendio e che questi si trova in ospedale. Infatti, poco dopo qualcuno cerca di introdursi nella camera d'ospedale del tale testimone per ucciderlo, ma il tutto si rivela una trappola orchestrata da Gabriel, Billy e Owen in segreto: il vero colpevole è l'investigatore incendiario Raymond. Tuttavia la cosa non è finita, perché prima di essere scoperto Raymond ha piazzato degli apparecchi per appiccare degli incendi e subito dopo si getta addosso dell'acqua azionando una reazione chimica che lo fa bruciare vivo, ma non prima di aver detto a Owen che gli porterà via ciò che ama di più. Immediatamente Owen effettua una telefonata e ordina a Judd di far evacuare la caserma 126 poco prima che una serie di esplosioni danneggiano l'edificio. Immediatamente iniziano le ricerche per trovare tutte le bombe incendiarie piazzate. Owen, Tommy, Judd, Grace e Billy si riuniscono a casa sua per festeggiare la fine del caso, durante la quale Judd e Billy si riappacificano, ma Owen è certo che non sia finita lì e dopo varie riflessioni capisce che Raymond non stava solo parlando con lui, ma anche con Gabriel. Giungono così alla realizzazione che gli ultimi dispositivi incendiari sono stati piazzati a casa di Carlos e che i loro figli sono in pericolo.
Nel frattempo, T.K. è tornato da Carlos, i due si sono riappacificati e per festeggiare fanno l'amore appassionatamente, ignari che nel soggiorno di casa è scoppiato un incendio a causa dei dispositivi. Owen e Billy sono in auto, diretti verso casa loro, e Owen sta cercando di avvisare T.K., ma quest'ultimo non risponde al cellulare. Quando T.K. si accorge della puzza di fumo lui e Carlos rischiano di restare bloccati, ma per fortuna Billy, Owen e Judd riescono a salvarli, anche se la casa finisce per carbonizzarsi. Il caso del piromane è definitivamente chiuso.
La vicenda sembra essersi conclusa solo che Tommy una volta tornata a casa trova suo marito morto.
- Ascolti Italia (in chiaro): telespettatori 815 000 – share 6,10%[13]

## Un giorno
- Titolo originale: One Day
- Diretto da: Sanaa Hamri
- Scritto da: Tim Minear e Rashad Raisani

### Trama
Tommy affronta la morte di Charles, mantenendo tutti (incluse le sue figlie) all'oscuro di tutto. Nel mentre che è all'ospedale, dove stanno effettuando l'autopsia sul corpo di suo marito, si ritrova coinvolta in una situazione pericolosa, quando il padre di un ragazzo in coma minaccia di uccidere chiunque provi a staccare dal supporto vitale suo figlio. La situazione si rivela falsa, quando Tommy scopre che la pistola che l'uomo ha con sé è un giocattolo ma decide di reggere il gioco perché sa cosa l'uomo sta provando.
Nel frattempo, Owen si trova nello stesso ospedale in cui è Tommy, per una visita di controllo post-operatoria, viene informato della cosa compresa la morte di Charles. Diventa così colui che riesce a convincere Tommy e il padre del ragazzo a costituirsi poco prima che il ragazzo si svegli dal coma.
Judd e Grace, inoltre, si ritrovano a fare da baby sitter alle figlie di Tommy, e scoprono successivamente da Owen quanto accaduto a Charles.
- Ascolti Italia (in chiaro): telespettatori 1 063 000 – share 7,80%[14]

## Polvere alla polvere
- Titolo originale: Dust to Dust
- Diretto da: Bradley Buecker
- Scritto da: Tim Minear e Rashad Raisani

### Trama
Tommy nonostante siano trascorse due settimane dalla morte di Charles è ancora molto depressa e ha deciso di lasciare nuovamente il lavoro per potersi occupare delle figlie, ma non è ancora sicura del tutto.
Dopo l'esplosione alla 126 la squadra viene divisa in altre caserme e nel frattempo la 126 viene ristrutturata: Judd, Marjan e Paul si ritrovano insieme, Mateo viene assegnato a una caserma di prepotenti che lo trattano senza il minimo rispetto, mentre Owen è al quartier generale, dove le sue idee vengono notate dal vice comandante. Costui vuole offrirgli il suo posto, ma il Capitano Strand è combattuto perché non vuole abbandonare la sua squadra e il lavorare sul campo.
Nel frattempo una violenta tempesta di sabbia colpisce Austin. Tutte le squadre vengono mandate sul campo per aiutare. Mateo, che era fuori a prendere il pranzo per la caserma, si ritrova coinvolto nella tempesta, ma grazie a quello che ha imparato alla 126 organizza le persone in gruppi a seconda della gravità delle loro ferite; i suoi amici della 126 arrivano per dargli supporto, cosa che gli dà il coraggio di dire quello che pensa al suo nuovo capitano che salvano dopo che rischia di rimanere soffocato dalla sabbia.
Dopo il successo delle operazioni di soccorso la squadra raggiunge la caserma 126 per rimetterla in sesto, ma sopraggiunge Billy, che approfittando del rifiuto di Owen al ruolo di vice-comandante, ha ottenuto il posto e il suo primo atto ufficiale è quello chiudere la 126 e redistribuire il personale. Owen non la prende bene e gli assesta un pugno.
- Ascolti Italia (in chiaro): telespettatori 964 000 – share 7,20%[15]